# Геранбой
Геранбой (азерб. Goranboy) — місто в Азербайджані, центр Геранбойського району. Розташований на північному заході країни, поблизу залізничної станції Герань.

## Історія
У 1966 році Геранбой, який з 1938 року називався Касум-Ісмаїлов, отримав статус міста. У 1991 році йому було повернуто історичну назву — раніше він називався Геранбой-Ахмедли.

## Економіка
У місті розвинуто виноробство.

## Культура
У Геранбої є історико-краєзнавчий музей.

## Народились у місті
- Асланов Вугар — азербайджанський та німецький письменник та журналіст
- Сулейманов Ідріс — герой Радянського Союзу, молодший лейтенант.[1]